# Course de la Paix 1980
La Course de la Paix 1980 eut lieu du 9 au 24 mai 1980. Courue dans le sens WBP, son parcours dépasait plus de 2 000 kilomètres, pour la première fois depuis 1973. La victoire au classement individuel  de Youri Barinov était le quatrième succès soviétique d'affilée. Un jeune cycliste, originaire de la ville de Gera, en RDA, fait des débuts fracassants dans cette  course : il a pour nom Olaf Ludwig. Intercalé entre le soviétique et l'allemand, Peter Winnen est le premier coureur occidental à monter sur le podium depuis 1970. Trois années plus tard c'est au podium du Tour de France qu'il accède.  

## La course
15 équipes sont au départ de Varsovie. Soit 90 coureurs issus des
- 7 pays de l'Est européen ; Pologne, Tchécoslovaquie, Roumanie, Bulgarie, URSS, RDA, Hongrie;
- de Cuba;
- et de 7 pays occidentaux :  Italie, Pays-Bas, Finlande, Portugal(l'équipe portugaise termine cinquième du challenge collectif), France[3], Suisse, Grande-Bretagne.

Le soviétique Youri Barinov est le grand homme de cette 33e Course de la Paix. Vainqueur du prologue, il s'affirme ainsi leader dans son équipe. Puis il construit sa victoire en 2 temps. Lors de l'étape montagneuse se terminant à Karpacz, il est second derrière Sergueï Morozov prenant 44 secondes à Olaf Ludwig avec lequel il était à égalité de temps au départ de Polanica. Olaf Ludwig, révélation sur l'épreuve, reprend le maillot jaune au terme d'un long contre-la-montre (40 km) à Halle. Mais au cours de la 10e étape, 3 coureurs s'échappent, une nouvelle fois à la faveur d'un parcours vallonné : Barinov, le hollandais Peter Winnen et le spécialiste es-montagne Sergueï Morozov. En 143 kilomètres, les soviétiques désarçonnent Ludwig, Petermann, toute l'équipe de RDA, et les autres. À Usti nad Labem, le duo soviétique et le futur double "vainqueur à l'Alpe" se présentent avec plus de 5 minutes d'avance sur tous les prétendants possibles. L'URSS reprend la première place des classements individuel et par équipes, et signe sa quatrième victoire consécutive dans le premier et son sixième succès consécutif par équipes...

### Les étapes
| #        | Date   | Villes étapes                                   | km        | Vainqueur           | Leader        |
| -------- | ------ | ----------------------------------------------- | --------- | ------------------- | ------------- |
| prologue | 9 mai  | parcours dans Varsovie (POL)                    | 6,5 (clm) | Youri Barinov       | Youri Barinov |
| 1        | 10 mai | Wroclaw (POL) - Circuit autour de Wroclaw (POL) | 157       | Olaf Ludwig         | Olaf Ludwig   |
| 2        | 11 mai | Wroclaw (POL) - Polanica-Zdrój (POL)            | 170       | Krzisztof Sujka     | Olaf Ludwig   |
| 3        | 12 mai | Polanica-Zdrój (POL) - Karpacz (POL)            | 170       | Sergueï Morozov     | Youri Barinov |
| 4        | 13 mai | Karpacz (POL) - Jelenia Gora (POL)              | 158       | Krzisztof Sujka     | Youri Barinov |
| 5        | 15 mai | Karpacz (POL) - Forst (RDA)                     | 201       | Jan Brzezny         | Youri Barinov |
| 6        | 16 mai | Forst (RDA) Berlin (RDA)                        | 197       | Olaf Ludwig         | Youri Barinov |
| 7        | 17 mai | Berlin (RDA) - Halle (RDA)                      | 202       | Egbert Koersen      | Youri Barinov |
| 8        | 18 mai | Halle (RDA) - Circuit dans Halle (RDA)          | 40 (clm)  | Olaf Ludwig         | Olaf Ludwig   |
| 9        | 19 mai | Halle (RDA) - Karl Marx-Stadt (RDA)             | 149       | John Herety         | Olaf Ludwig   |
| 10       | 21 mai | Karl Marx Stadt (RDA) - Usti nad Labem (TCH)    | 143       | Youri Barinov       | Youri Barinov |
| 11       | 22 mai | Usti nad Labem (TCH) - Sokolov (TCH)            | 165       | Boris Issaiev       | Youri Barinov |
| 12       | 23 mai | Sokolov (TCH) - Příbram (TCH)                   | 193       | Valerio Piva        | Youri Barinov |
| 13       | 24 mai | Course de côte à Solenice (TCH)                 | 8 (clm)   | Olaf Ludwig         | Youri Barinov |
| 14       | 24 mai | Příbram (TCH) - Prague (TCH)                    | 130       | Charkid Zagretdinov | Youri Barinov |

## Le classement général
|     | Cycliste              | Équipe   |    | Temps            |
| --- | --------------------- | -------- | -- | ---------------- |
| 1.  | Youri Barinov         | URSS     | en | 52 h 09 min 55 s |
| 2.  | Peter Winnen          | Pays-Bas | +  | 3 min 48 s       |
| 3.  | Olaf Ludwig           | RDA      |    | 4 min 12 s       |
| 4.  | Sergueï Morozov       | URSS     |    | 4 min 30 s       |
| 5.  | Hans-Joachim Hartnick | RDA      |    | 7 min 04 s       |
| 6.  | Andreas Petermann     | RDA      |    | 7 min 22 s       |
| 7.  | Krysztof Sujka        | POL      |    | 7 min 37 s       |
| 8.  | Svatopluk Henke       | TCH      |    | 7 min 38 s       |
| 9.  | Thomas Barth          | RDA      |    | 8 min 01 s       |
| 10. | Jan Brzezny           | POL      |    | 8 min 07 s       |
| 11. | Charkid Zagretdinov   | URSS     |    | 8 min 15 s       |

## Les classements annexes
|   | Cycliste             | Points |
| - | -------------------- | ------ |
| 1 | Olaf Ludwig          | 50     |
| 2 | Charkid Zagretdinov  | 34     |
| 3 | Zbignew Szczepkowski | 24     |

|   | Cycliste        | Points |
| - | --------------- | ------ |
| 1 | Tadeusz Wojtas  | 61     |
| 2 | Sergueï Morozov | 44     |
| 3 | Youri Barinov   | 37     |

|   | Cycliste            | Points |
| - | ------------------- | ------ |
| 1 | Olaf Ludwig         | 53     |
| 2 | Charkid Zagretdinov | 38     |
| 3 | Andreas Petermann   | 32     |

|   | Cycliste            | Points |
| - | ------------------- | ------ |
| 1 | Olaf Ludwig         | 93     |
| 2 | Charkid Zagretdinov | 119    |
| 3 | Andreas Petermann   | 153    |

### Classement par équipes
|   | Équipe          | Temps                |
| - | --------------- | -------------------- |
| 1 | URSS            | en 156 h 39 min 27 s |
| 2 | RDA             | + 7 min 25 s         |
| 3 | Pologne         | + 14 min 40 s        |
| 4 | Tchécoslovaquie | + 27 min 08 s        |
| 5 | Portugal        | + 42 min 37 s        |

- Équipe classée première : équipe soviétique
  - Youri Barinov, 24 ans, 1er
  - Sergueï Morozov, 29 ans, 4e
  - Charkid Zagretdinov, 21,5 ans, 11e
  - Valeri Tchaplyguine, 28 ans, 12e
  - Leon Dejits, 25 ans, 18e
  - Boris Issaiev, 26 ans, 19e